# Albert Gerster

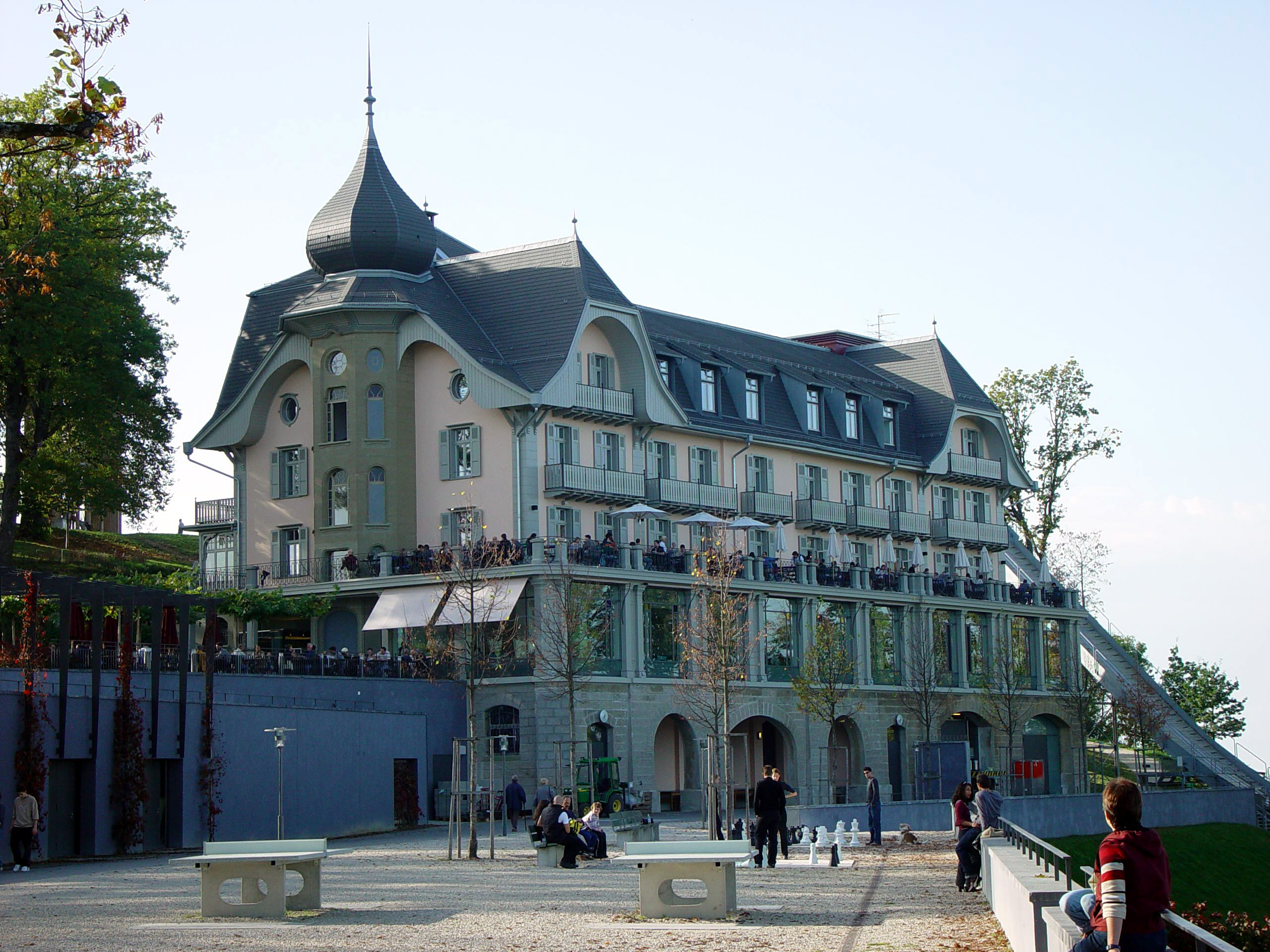
Das Gasthaus auf dem Gurten (1899), mehrfach umgebaut

Karl Albert Gerster (geb. 10. November 1864 in Bern; gest. 22. August 1935 ebenda) war ein Schweizer Architekt.

## Ausbildung und Karriere
Der Sohn des reformierten Baumeisters Karl Rudolf Gerster besuchte die Lerberschule und absolvierte anschliessend eine Berufslehre als Maurer und Steinhauer. Nach dem berufsbegleitenden Studium an der Baugewerkschule Stuttgart schloss sich ein Hochschulstudium an der Technischen Hochschule Darmstadt an. Gerster arbeitete zunächst in Iserlohn und Mainz und machte eine Studienreise durch Frankreich, bevor er in das Büro von Ernst Jung in Winterthur eintrat. Zurück in Bern, wurde er 1891 bis 1893 Bauführer bei Dorer und Füchslin und besass daneben bereits ein eigenes Büro.
Nach einigen Wohnhäusern waren die ersten grösseren öffentlichen Bauvorhaben die 1895–1897 erbaute städtische Reithalle in Bern und das Gasthaus auf dem Gurten, das 1899 fertiggestellt wurde. Von den frühen Bauten, die oft einen Schweizer Holzstil zeigten, wandelte sich der meist historistisch und konservativ geprägte Stil über die Neorenaissance vor allem verschiedener Hotelbauten, etwa der Hotels «Eiger» (1898–1904) in Bern, des Kurhauses «Grimmialp» und des Hotels «Gurnigelbad» bei Riggisberg, über einen gemässigten Neobarock vieler herrschaftlicher Villen an der Berner Peripherie, die oft als Gesandtschaften genutzt wurden. Gerster, dessen Altstadtbauten das Bern ab der Jahrhundertwende mitprägten, war gegenüber modernen Stilen skeptisch und vertrat den Historismus bis zu seinen späten Bauten, die Anfang der 1930er Jahre entstanden.
Gerster gehörte dem Grossen Burgerrat an und war Major der Genietruppen.

## Werke (Auswahl)
- Reihenmietshäuser, Bern 1895, 1897, 1901[1]
- Villa Beata, Bern 1895–1896
- Städtische Reitschule, Bern 1895–1897[2]
- Hotel «Eiger», Baugeviert Mühlemattstr./Belpstr./Philosophenweg/Eigerplatz, Bern 1898–1904, 1909
- Gasthaus «Gurten Kulm», Köniz 1899–1901, Erweiterung 1906–1907
- Kurhaus «Grimmialp», Diemtigtal 1899, mit Paul Lindt (zerstört)
- Grand Hotel «Gurnigelbad», Riggisbach 1902–1905, mit Lindt und Hofmann (zerstört)
- Von-Werdt-Passage, Bern 1904
- Villa von Steiger, Bern 1906–1907, mit Kantonsbaumeister Konrad von Steiger
- Villa Elfenweg, Bern 1907
- Villa Kalcheggweg, Bern 1907
- Hotel Wildbolz, Hilterfingen 1907
- Haus Vier Jahreszeiten, Bern 1908
- Villa Poststrasse, Burgdorf 1910
- Hotel «Moderne», Wohnhaus und Hotel Garni, Bern 1910–1912[3]
- Villa Mende, Bern 1910–1911
- Warenhaus Loeb, Bern, Erweiterung 1910–1914 und 1928–1929[3]
- Villa Korrodi, Bern 1911–1912
- Deutsche Gesandtschaft, Bern 1912
- Wohnhaus Stämpfli, Bern 1912–1913
- Hotel «Bristol» und «Storchen», Bern 1912–1913
- Kursaal Schänzli, Bern 1912–1913
- Wohnhaus, Bern 1917
- Villa Bichsel, Lützelflüh 1917
- Leineweberei Schwob & Co, Bern 1919
- Wohnkolonie Schosshalde, Bern ab 1920
- Villa Prévost, Luzern 1921
- Geschäftshaus Büchi, Bern 1924
- Hotel «zum Wilden Mann», Bern 1924–1925
- Zeitglockenhof, Bern 1925
- Kantonalbank, Moutier 1926–1927
- City Haus, Bern ca. 1930

## Belege
1. ↑  Andreas Hauser, Peter Röllin, Berchtold Weber, Othmar Birkner, Werner Stutz: Bern. In: Gesellschaft für Schweizerische Kunstgeschichte (Hrsg.): INSA Inventar der neueren Schweizer Architektur 1850–1920. Band 2. GSK, Bern 1986, ISBN 3-280-01716-5, S. 453, Sp. 2, doi:10.5169/seals-3534 (e-periodica.ch).
2. ↑  INSA Bern. Band 2, S. 511/1   (e-periodica.ch).
3. 1 2  INSA Bern. Band 2, S. 523/2   (e-periodica.ch).

| Personendaten    | Personendaten        |
| ---------------- | -------------------- |
| NAME             | Gerster, Albert      |
| ALTERNATIVNAMEN  | Gerster, Karl Albert |
| KURZBESCHREIBUNG | Schweizer Architekt  |
| GEBURTSDATUM     | 10. November 1864    |
| GEBURTSORT       | Bern                 |
| STERBEDATUM      | 22. August 1935      |
| STERBEORT        | Bern                 |